# Пылкий (эсминец, 1914)
«Пылкий» — эскадренный миноносец типа «Счастливый», построенный по «Программе спешного усиления Черноморского флота» и принадлежавший к числу эскадренных миноносцев типа «Новик».

## История службы

### Служба в Российском Императорском флоте
Зачислен в списке судов Черноморского флота 11 октября 1911 года. Заложен на стапеле Металлического завода в августе 1912 года, перезаложен на стапеле завода А. Ваддона в Херсоне 16 октября 1913 года, спущен на воду 15 июля 1914 года. В середине мая 1915 года, после завершения швартовочных испытаний, перешёл из Николаева в Севастополь для окончательной достройки и приёмных испытаний. 26 мая 1915 года «Пылкий» был принят в состав 2-го дивизиона Минной бригады Черноморского флота.
После вступления в строй до конца 1915 года корабль совместно с другими эсминцами совершил четыре боевых похода к берегам Турции для обстрела побережья Угольного района и уничтожения турецких судов. В 1916 году эсминец «Пылкий» активно участвовал в боевых действиях на Чёрном море, совершил 17 боевых походов для обстрела турецкого и румынского побережья, выполнения минных постановок и охраны походов линейных кораблей и авиатранспортов. 
В плавании 13-31 марта 1916 года 3-й дивизион вместе со всем флотом участвовал в операции по переброске морем десантного корпуса на Кавказский фронт. Корабли действовали на всем протяжении пути транспортов из Одессы в Новороссийск для приема войск и в последующей охране их движения под охраной флота на юг. Четырьмя отрядами 29 транспортов вышли из Одессы 15(28) марта. Минную бригаду в этом походе представляли эскадренный миноносец "Счастливый” (флаг начальника бригады), "Пылкий”, "Гневный”, весь состав 3-го дивизиона и 5 миноносцев 4-го и 5-го дивизионов. ”Лейтенант Шестаков” (брейд-вымпел начальника дивизиона капитана 1 ранга А. М. Клыкова) и "Лейтенант Зацаренный” охраняли 3-й отряд (7 транспортов), ”Капитан Сакен” и ”Капитан-лейтенант Баранов” – 4-й отряд (8 транспортов). В Новороссийск пришли 18 марта.
15 декабря 1916 года во время шторма получил серьёзные повреждения и до конца января 1917 года находился в ремонте. До середины октября 1917 года совершил 4 боевых похода на минные постановки.

### Служба во время Гражданской войны
16 декабря 1917 года «Пылкий» был введён в состав Красного Черноморского флота. Командир эсминца капитан II ранга В. И. Орлов был убит в ходе бесчинств матросской толпы в Севастополе 29-31 декабря 1917 года.
После предъявления германским командованием 25 апреля ультиматума советскому правительству о сдаче Черноморского флота 29 апреля 1918 года вместе с частью кораблей ушёл из Севастополя. 1 мая 1918 года корабль прибыл в Новороссийск. 17-19 июня 1918 года возвратился в Севастополь и был захвачен германскими войсками.
После ухода германских войск из Севастополя в декабре 1918 года «Пылкий» перешёл под контроль английского командования, на корабле был сформирован английский экипаж. В декабре этого же года в машинном отделении эсминца случилась серьёзная авария, после которой с «Пылкого» была снята артиллерия и торпедное вооружение, а сам эсминец был передан союзникам и 24 января (6 февраля) 1919 года был зачислен в состав Черноморского флота ВСЮР, но в строй введён так и не был и до начала 1920 года находился в ремонте в Севастополе. В конце марта 1920 года принял участие в эвакуации войск ВСЮР из Новороссийска в Севастополь.
14 ноября 1920 года вместе с остальными судами Русской эскадры эсминец покинул Крым. После высадки эвакуируемых в Константинополе, «Пылкий» в конце декабря прибыл в Бизерту (Тунис). 29 декабря корабль был интернирован французскими властями и последующие 4 года находился на стоянке. После признания 29 октября 1924 года Францией СССР с корабля был спущен Андреевский флаг, а команда «Пылкого» покинула корабль. В конце 1920-х годов корабль был продан Русметаллторгом на слом и в 1933 году был разобран на металл частной французской фирмой.

## Командиры
- капитан 2 ранга Ульянов 2-й (17 марта 1914 года — 3 ноября 1914 года);
- капитан 2 ранга Жерве Б. Б. (16 марта 1915 года — 3 мая 1916 года);
- капитан 2-го ранга Г. Ф. Гильдебрандт 1-й (06.07.1916 - 20.07.1916);
- капитан 2 ранга Орлов В. И. (28.09.1916 — июль 1917 года);
- капитан 2 ранга Салов Н. С. (01-17.11.1916) ВРИО на время отпуска Орлова В. И.;
- капитан 2 ранга Пышнов 2-й Б. М. (3 мая 1916 года — июль 1917);
- капитан 2-го ранга, с 12.09.1917 капитан 1-го ранга граф П. Ф. Келлер (07.1917 - 05.03.1918).
- капитан 2-го ранга А. Н. Макаров 2-й (1919 - 25.08.1919);
- капитан 2 ранга  Григорков, Владимир Александрович (март 1920 года — июнь 1920 год)[7];
- старший лейтенант Максимович М. М. (07.1920 - 21.11.1920);
- капитан 2 ранга Кублицкий, Александр Иванович (21 ноября 1920 - не ранее октября 1923)[7]